# Begonia lehmannii
Begonia lehmannii là một loài thực vật có hoa trong họ Thu hải đường. Loài này được (Irmsch.) L.B.Sm. & B.G.Schub. mô tả khoa học đầu tiên năm 1955.